# Witsand Uitgevers

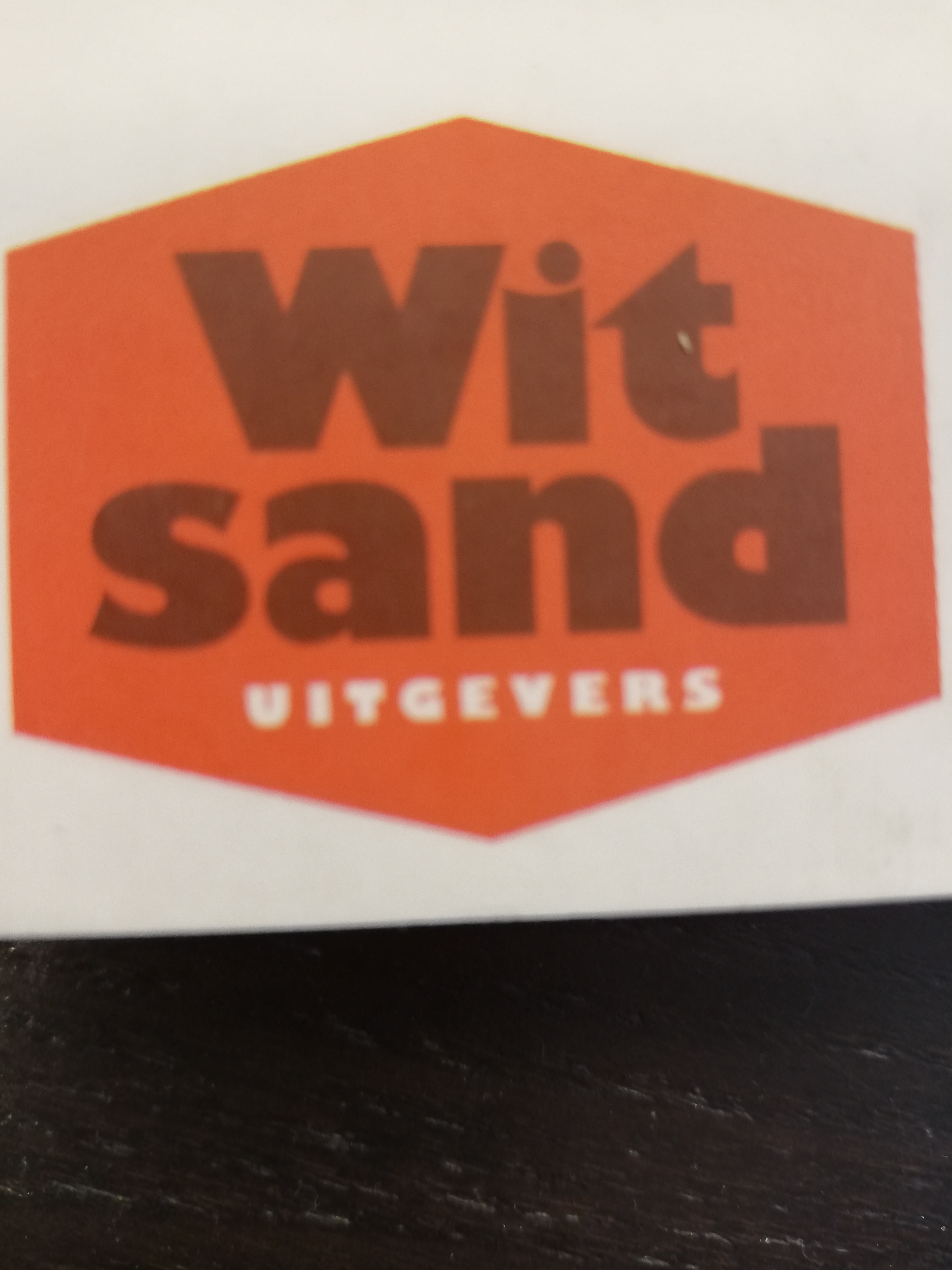

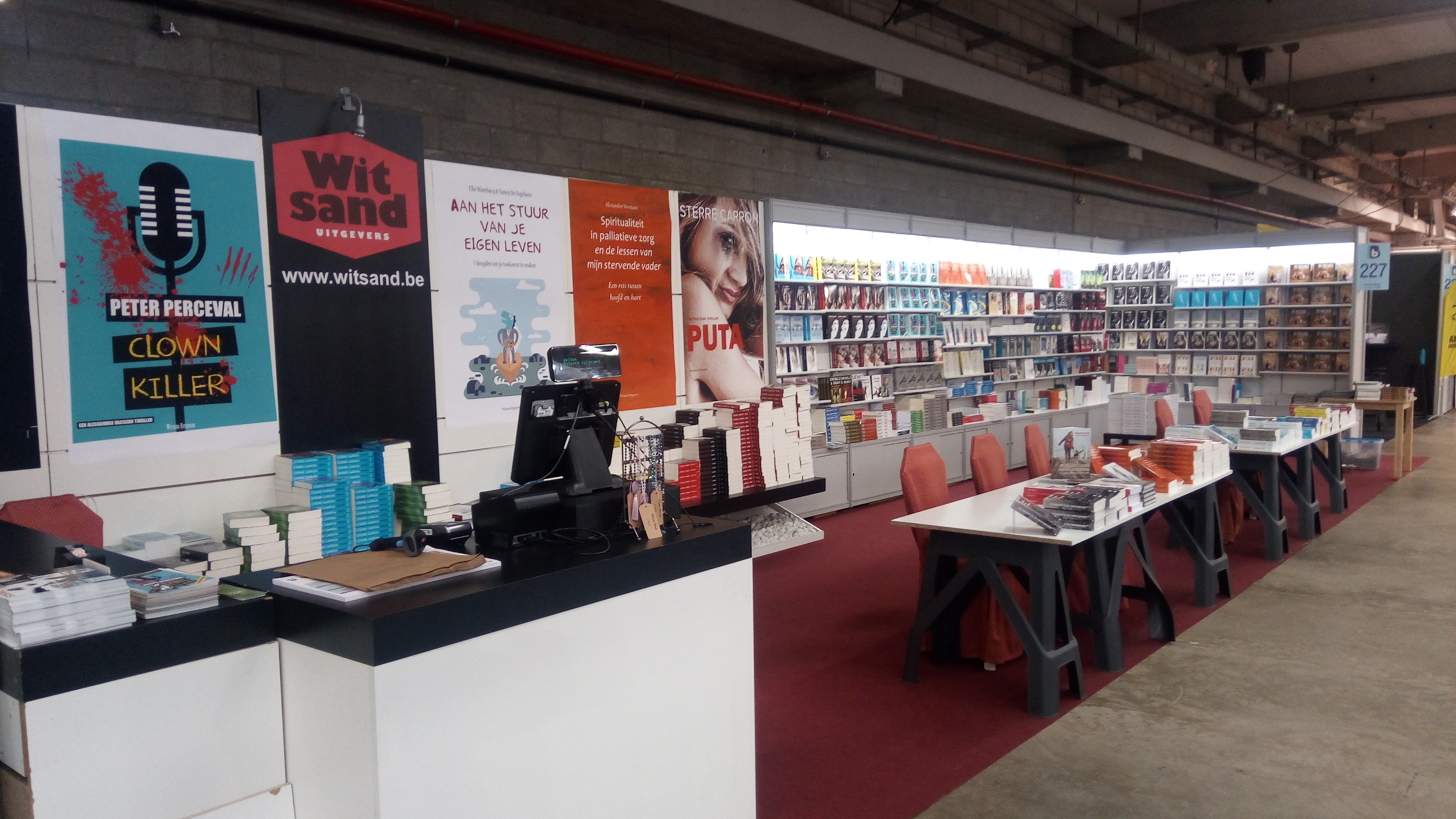
Stand van Witsand Uitgevers op de Antwerpse Boekenbeurs, 2017

Witsand Uitgevers is een Vlaamse uitgeverij die boeken publiceert voor het hele Nederlandse taalgebied. 
De uitgeverij publiceert vooral non-fictie (psychologie, geschiedenis, actualiteit) en (misdaad) literatuur en is gevestigd in Putte-Kapellen, op de grens tussen Nederland en België. Witsand Uitgevers werd in november 2008 opgericht door uitgever Dirk Demuynck, die eerder werkte voor uitgeefgroepen als PCM Meulenhoff, Manteau en Lannoo. 
In 15 jaar tijd publiceerde de uitgeverij meer dan 250 boeken. Het eerste boek van Witsand Uitgevers verscheen in augustus 2009. Sindsdien publiceerde de uitgeverij boeken van onder meer Tom Hannes, Edel Maex, Johan Maes, Tessa Kieboom, Frank Boeijen, Ramses Shaffy, Liesbeth List, Sterre Carron, Mark Eyskens, Ingeborg Sergeant, Guido Belcanto en Luc Beaucourt.